# Port lotniczy Sauhadż-Mubarak
Port lotniczy Sauhadż-Mubarak (IATA: HMB, ICAO: HEMK) – port lotniczy położony 25 km na południe od Sauhadż, w muhafazie Sauhadż, w Egipcie. Port lotniczy został oficjalnie otwarty przez prezydenta Egiptu Husni Mubaraka 25 maja 2010 roku.

## Kierunki lotów i linie lotnicze
| Linia Lotnicza  | Kierunek |
| --------------- | --- |
| Air Arabia      | 1. Abu Zabi 2. Szardża |
| Air Cairo       | 1. Abha 2. Al-Dżauf (od 22 listopada 2024) 3. Amman (wznowione 18 listopada 2024) 4. Doha 5. Dżizan (od 19 listopada 2024) 6. Dżudda 7. Gassim 8. Kair 9. Kuwejt 10. Rijad 11. Tabuk (od 20 listopada 2024) |
| EgyptAir        | 1. Kair |
| Flynas          | 1. Dżudda 2. Rijad |
| Jazeera Airways | 1. Kuwejt |
| Kuwait Airways  | 1. Kuwejt |
| Nesma Airlines  | Sezonowo: 1. Dżudda 2. Kuwejt 3. Rijad 4. Tabuk |
| Nile Air        | 1. Al-Dżauf 2. Dżudda 3. Kuwejt 4. Tabuk |
| Wizz Air        | 1. Abu Zabi |